# Jackal (гра)
Jackal (яп. 特殊部隊ジャッカル, Tokushu Butai Jakkaru, дослівно Спеціальний підрозділ 'Шакал'), Top Gunner (в США) - відеогра в жанрі стрілянини, розроблена компанією Konami 1986 року. У народі також відома як "Війна на джипах", а також використовувалася назва "Брати по зброї". Спочатку була створена у вигляді аркадного грального автомата на ґрунті апаратури для гри Double Dribble. Згодом була портована на ряд домашніх гральних систем, включаючи ігрову консоль Nintendo Entertainment System. Версія гри для Famicom Disk System була створена під назвою Final Command: Akai Yōsai (яп. ファイナルコマンド　赤い要塞, Fainaru Komando Akai Yōsai, буквально "Останній наказ: Червона фортеця").

## Гральний процес
Гравець або гравці керують військовими Джипами, спостерігаючи за процесом згори. Джипи можуть рухатися в будь-якому напрямку. Вони озброєні кулеметом, який стріляє тільки вперед, а також гранатами або ракетою. Гранати і ракети можуть летіти в будь-якому з восьми напрямків. Завданням гравця є проходження кожного рівня і перемога над босом. На рівнях зустрічаються бараки, в яких містяться військовополонені. Гравці можуть руйнувати бараки, підбирати полонених і відвозити їх на вертолітний майданчик. Взяття спеціального виду полоненого чи висадка певної кількості полонених до вертолітного майданчика дає гравцеві поліпшення озброєння (збільшення далекобійності ракети за рахунок появи великої вдарної хвилі).